# Nolčovo
Nolčovo es un municipio del distrito de Martin en la región de Žilina, Eslovaquia, con una población estimada a final del año 2024 de 254 habitantes.
Se encuentra ubicado al oeste de la región, cerca del curso alto del río Váh (cuenca hidrográfica del Danubio) y del parque nacional de Veľká Fatra.

## Demografía
| Año        | 1994 | 2004     | 2014    | 2024    |
| ---------- | ---- | -------- | ------- | ------- |
| Población  | 315  | 254      | 245     | 254     |
| Diferencia |      | −19,36 % | −3,54 % | +3,67 % |

| Año        | 2023 | 2024    |
| ---------- | ---- | ------- |
| Población  | 255  | 254     |
| Diferencia |      | −0,39 % |